# هوج أوبريان
هوج أوبريان (بالإنجليزية: Hugh O'Brian)‏ (و. 1925 – 2016 م) هو ممثل أفلام، وممثل مسرحي، وممثل تلفزي أمريكي، ولد في روتشستر، كان عضوًا في الحزب الجمهوري، توفي في بيفرلي هيلز كاليفورنيا، عن عمر يناهز 91 عاماً.

## التعليم
تعلم في Kemper Military School ‏، وجامعة كاليفورنيا، لوس أنجلوس، وجامعة سينسيناتي، وثانوية نيوترير ‏.

## الخدمة العسكرية
خدم في قوات مشاة بحرية الولايات المتحدة.

## جوائز وترشيحات
حصل على جوائز منها:
- جائزة غولدن غلوب للنجم الصاعد (1953)

ترشح لـ:
- جائزة غولدن غلوب للنجم الصاعد، عن عمل: The Man from the Alamo [الإنجليزية]‏ (1953).

## وصلات خارجية
- هوج أوبريان على موقع IMDb (الإنجليزية)
- هوج أوبريان على موقع ألو سيني (الفرنسية)
- هوج أوبريان على موقع ميوزك برينز (الإنجليزية)
- هوج أوبريان على موقع تيرنر كلاسيك موفيز (الإنجليزية)
- هوج أوبريان على موقع أول موفي (الإنجليزية)
- هوج أوبريان على موقع قاعدة بيانات برودواي على الإنترنت (الإنجليزية)
- هوج أوبريان على موقع قاعدة بيانات الأفلام السويدية (السويدية)
- هوج أوبريان على موقع إن إن دي بي (الإنجليزية)
- هوج أوبريان على موقع قاعدة بيانات الفيلم (الإنجليزية)
- هوج أوبريان على موقع كينوبويسك (الروسية)